# Acuphoceropsis nigricornis
Acuphoceropsis nigricornis là một loài ruồi trong họ Tachinidae.